# U–527
Az U–527 tengeralattjárót a német haditengerészet rendelte a hamburgi Deutsche Werft AG-től 1940. augusztus 15-én. A hajót 1942. szeptember 2. vették hadrendbe. Két harci küldetése volt, amelyek során egy hajót süllyesztett el.

## Pályafutása
Az U–527 1943. február 9-én futott ki Kielből első járőrszolgálatára Herbert Uhlig kapitány parancsnoksága alatt. Az Atlanti-óceán északi részén vadászott szövetséges hajókra. 1943. március 8-án megtámadta az SC–121-es konvojt. A tengeralattjáró elsüllyesztette a Fort Lamy brit gőzöst, amely  6333 tonna általános rakományt és robbanóanyagot szállított, valamint az HMS LCT-2480 partraszállító egységet vitte az Amerikai Egyesült Államokból a Nagy-Britanniába. A fedélzeten tartózkodó 51 emberből 46 meghalt.
A tengeralattjáró március 19-én rábukkant a HX–229-es konvojtól leszakadó gőzösre, a Mathew Luckenbachra. A hajó azért hagyta el a konvojt, mert a kapitány és tisztjei úgy gondolták, ha egyedül haladnak, kisebb az esélye a búvárhajó-támadásnak, mint a karavánban, amelynek több egysége is találatot kapott már. A teherszállítón 8360 tonna általános rakomány – benne acél, gabona, lőszer, postai küldemények és több teherautó – volt. Az U–527 három torpedót lőtt ki a hajóra, közülük kettő talált. A hajó bal oldalán lékek nyíltak, és a legénység azonnal mentőcsónakokba és -tutajokba szállt. A támadást valamennyien túlélték, másfél óra múlva a USCGC Ingham, az amerikai parti őrség hajója vette fedélzetére őket. A sodródó Mathew Luckenbach-ot végül az U–523 torpedója küldte hullámsírba.
A tengeralattjáró 1943. május 10-én indult utolsó útjára Lorient kikötőjéből. Május 13-án a megtámadott egy súlyosan sérült hajót, amelyet a Vizcayai-öbölből vontattak ki. A kíséretben lévő korvett üldözni kezdte az U–527-et, és 15 mélységi bombát dobott rá. A búvárhajó megúszta a támadást, és nyugat felé haladt tovább. A nyár elején a Mexikói-öbölben cserkészett, majd visszaindult Franciaország felé. 1943. július 23-án, az Azori-szigetektől délre a USS Bogue amerikai hordozó egyik TBF Avengere mélységi bombákkal megsemmisítette. A legénységből 40-en meghaltak, 13-an túlélték a támadást.

## Kapitány
| Név           | Kezdőnap            | Zárónap          |
| ------------- | ------------------- | ---------------- |
| Herbert Uhlig | 1942. szeptember 2. | 1943. július 23. |

## Őrjáratok
| Indulás | Indulónap        | Érkezés | Zárónap           |
| ------- | ---------------- | ------- | ----------------- |
| Kiel    | 1943. február 9. | Lorient | 1943. április 12. |
| Lorient | 1943. május 10.  | *       | 1943. július 23.  |

* A tengeralattjáró nem érte el úti célját, elsüllyesztették

## Elsüllyesztett és megrongált hajók
| Dátum             | Hajó neve          | Nemzetisége        | Brt  | Konvoj |
| ----------------- | ------------------ | ------------------ | ---- | ------ |
| 1943. március 8.  | Fort Lamy          | Egyesült Királyság | 5242 | SC–121 |
| 1943. március 19. | Mathew Luckenbach* | Egyesült Államok   | 5848 | HX–229 |

* A hajó megrongálódott, nem süllyedt el